# Koșelivka, Krasîliv
Koșelivka (în ucraineană Кошелівка) este un sat în comuna Mala Klitna din raionul Krasîliv, regiunea Hmelnîțkîi, Ucraina.

## Demografie
Componența lingvistică a localității Koșelivka
     Ucraineană (98,38%)
     Rusă (1,62%)
Conform recensământului din 2001, majoritatea populației localității Koșelivka era vorbitoare de ucraineană (98,38%), existând în minoritate și vorbitori de rusă (1,62%).